# 奥图巴·迪博·迪纳国际体育场
奥图巴·迪博·迪纳国际体育场（英語：Otunba Dipo Dina International Stadium），旧称Gateway Stadium，是一座多功能体育场，坐落于尼日利亚奥贡州的伊杰布奥德。体育场容量为2万人。
2011年，体育场改名为“奥图巴·迪博·迪纳国际体育场”，这是为了纪念之前被暗杀的政治人物奥图巴·迪博·迪纳（1960－2010年）。迪博·迪纳的家乡位于当地。

## 体育活动

### 足球
曾为举办2009年国际足联U-17世界杯而改建，并承办E组美国1-0阿联酋的小组赛和和2场淘汰赛（哥伦比亚3-2阿根廷的1/8决赛和瑞士2-1意大利的1/4决赛）。
它也是尼日利亚球队FC Ebedei的主场。2019年奥贡州足协杯亦在此进行。
此外该体育场还举办一些尼日利亚女足超级联赛的比赛。2021年4月25日在该体育场，尼日利亚女足球队Rivers Angels在4-0击败Sunshine Queens后卫冕尼日利亚女足超级联赛冠军。

### 马拉松
2021年7月的伊杰布奥德国际马拉松比赛，终点站位于本体育场。最终两位肯尼亚选手Hosea Kiplimo和Sandra Chebet，分别以1:02:36和1:10:42成绩获得男子组和女子组半程马拉松冠军。

## 改造与修缮
2019年据尼日利亚媒体Gateway Times Nigeria报道，在奥贡州政府主持下，此前已经逐渐荒废的体育场，将逐渐得到修复和翻新，包括清除杂草、翻新座椅和周边设施等。

## 图集

体育场的不同入口
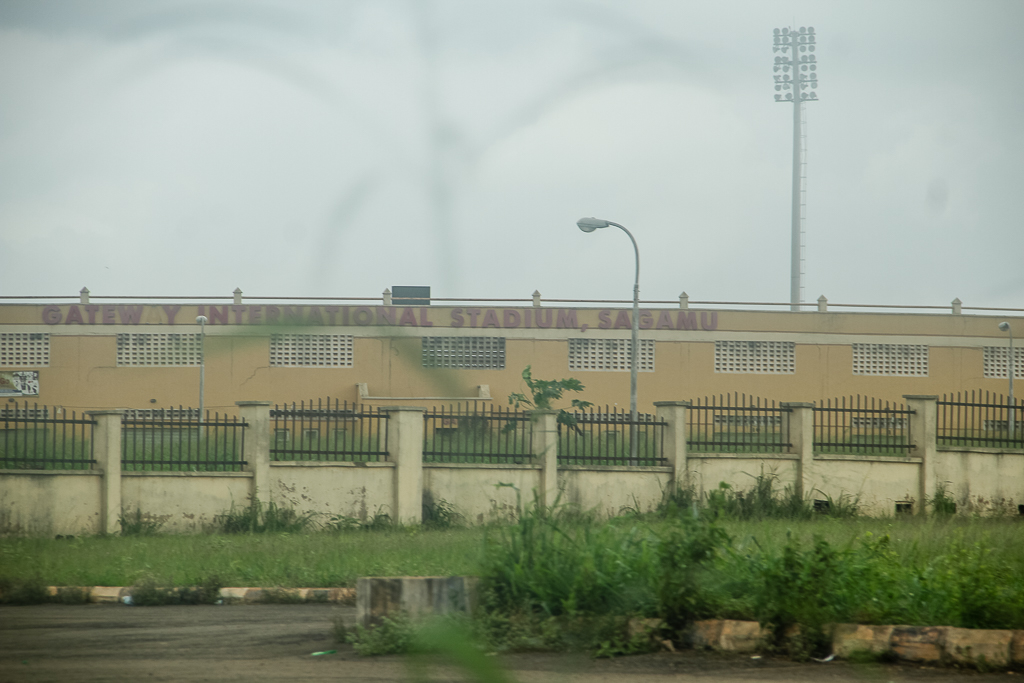
体育场1
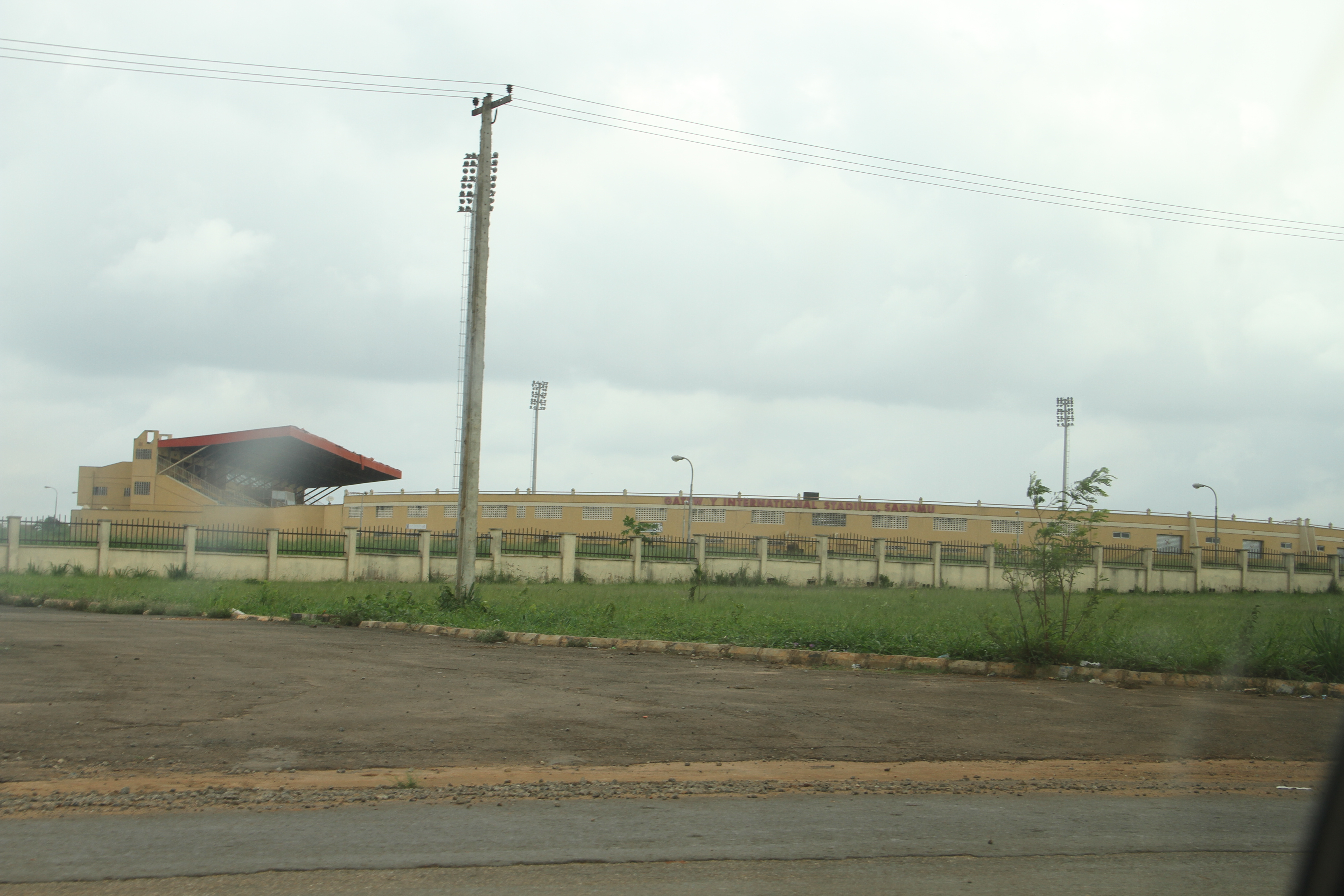
体育场2
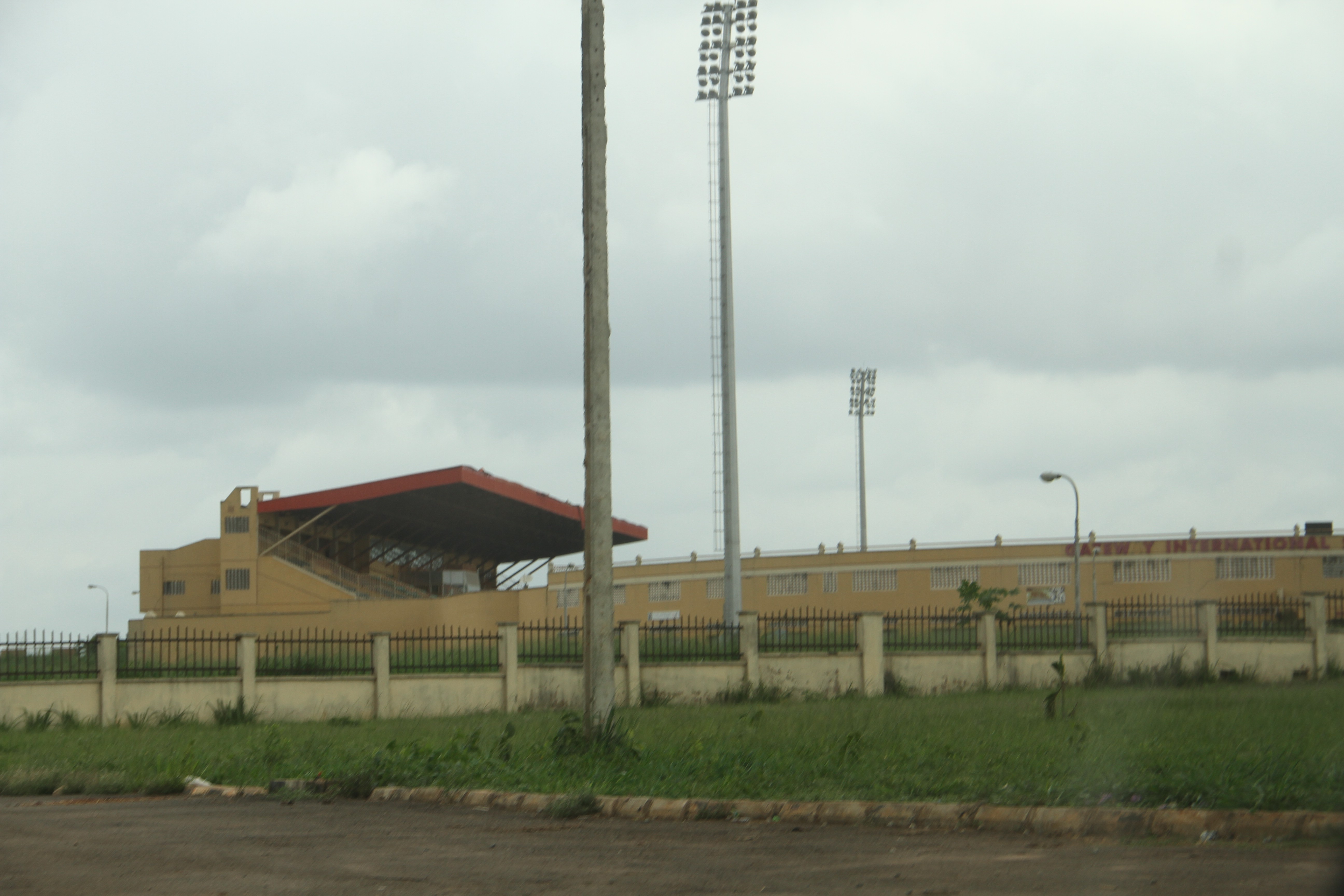
体育场3
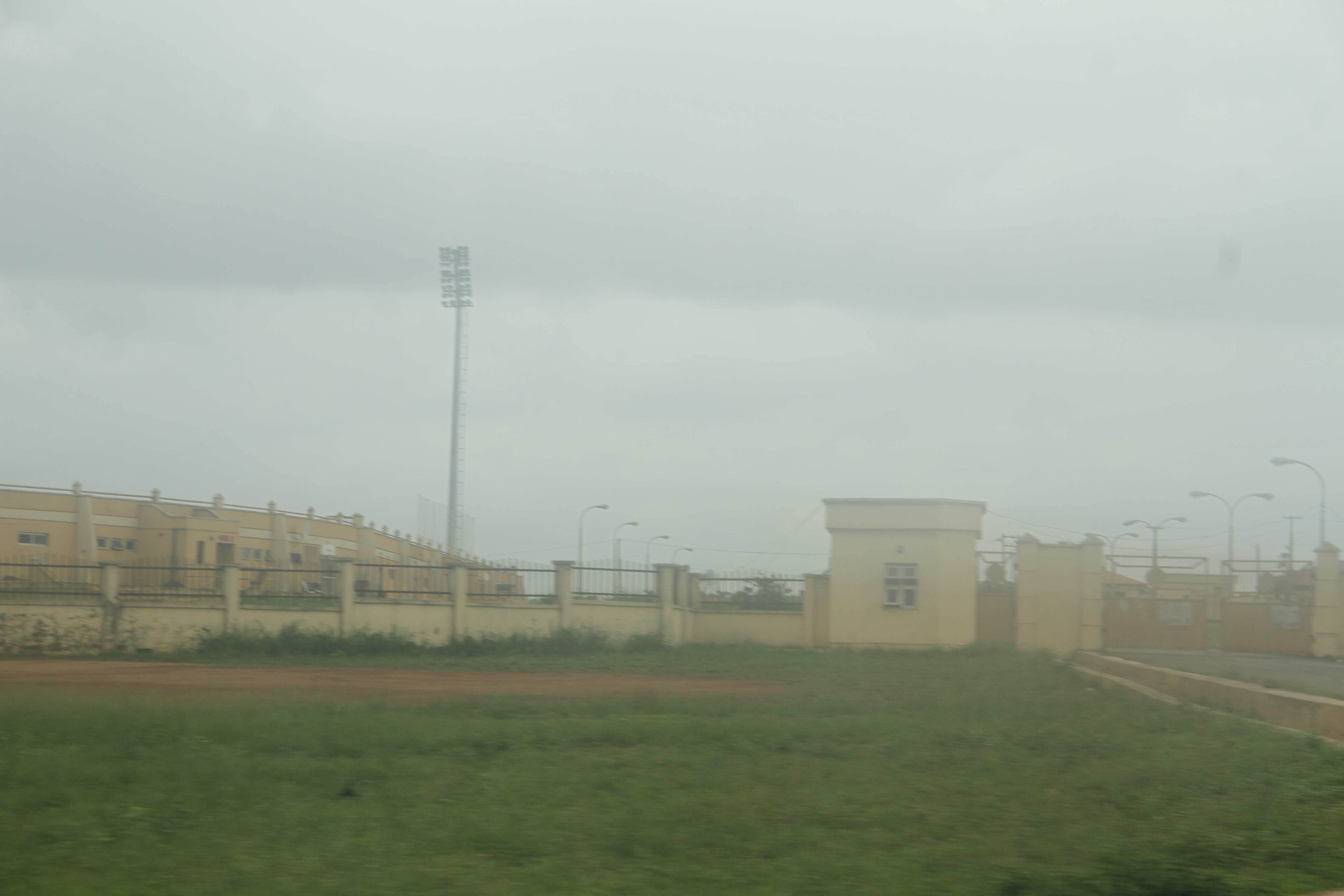
体育场4
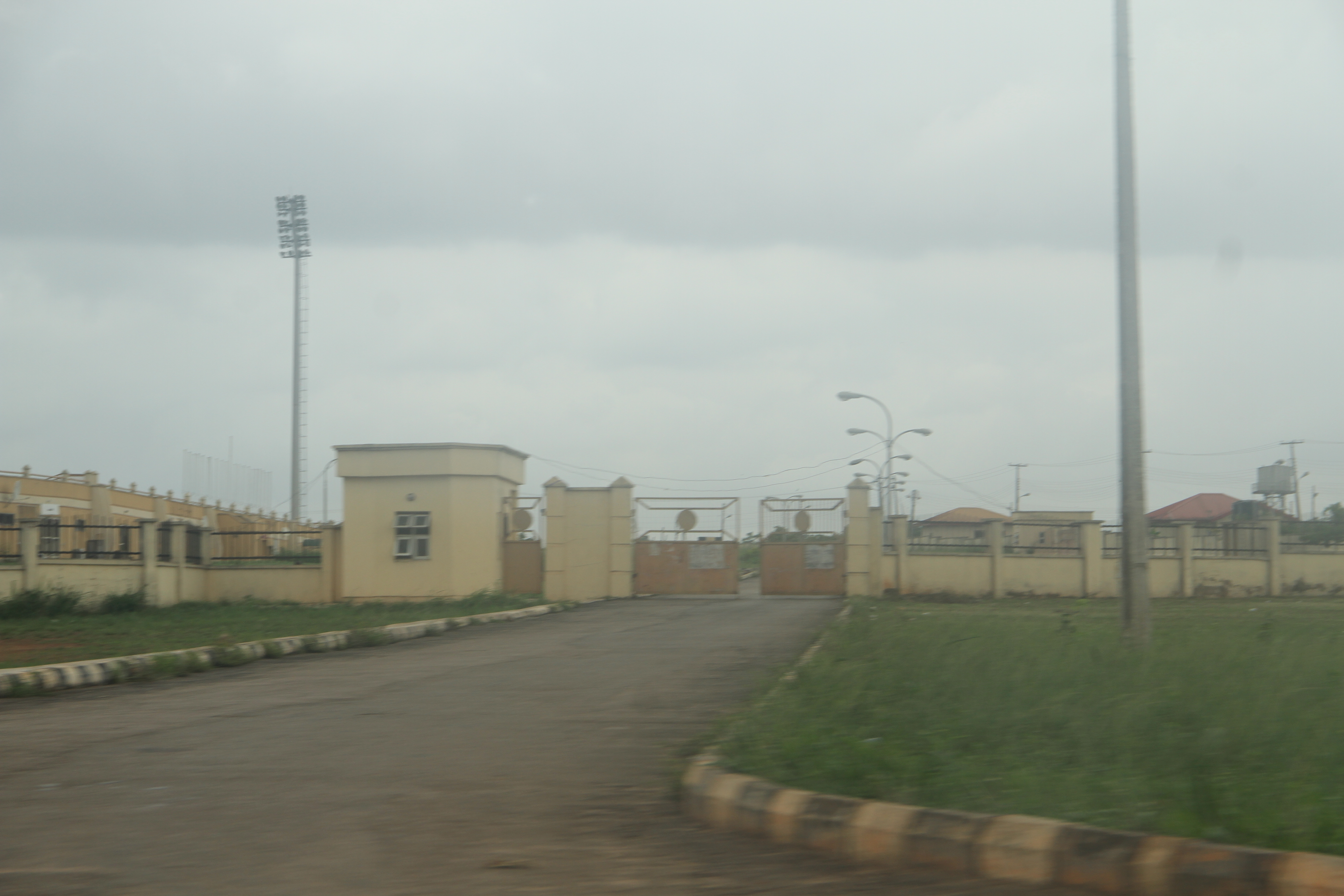
体育场入口
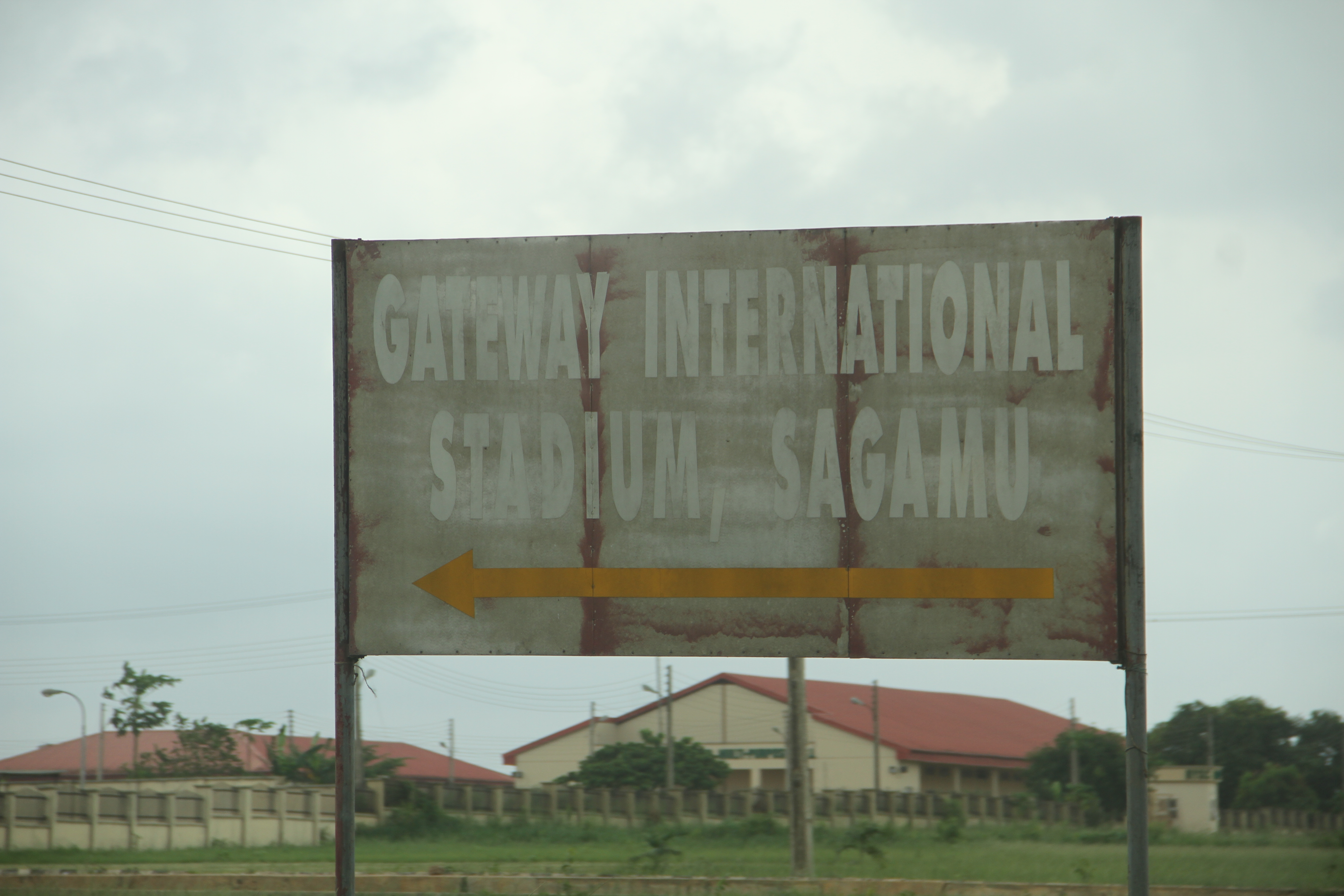
体育场路标